# そよぐ幻影
「そよぐ幻影」（そよぐげんえい）は、西村朗作曲、大手拓次作詞の混声合唱組曲である。また、同組曲終曲のタイトルでもある。1985年（昭和60年）出版。

## 概説
音楽之友社「教育音楽」の委託曲。1985年（昭和60年）1月13日に宇都宮大学混声合唱団の第18回定期演奏会（宇都宮市文化会館大ホール）で初演された。指揮は栗山文昭、ピアノは田中瑤子。
西村朗の大手拓次三部作の第二作にあたる。第一作は「まぼろしの薔薇」、第三作は「秘密の花」。いずれも大手拓次の詩集『藍色の蟇』のテクストを用いている。西村朗が「旋律、和声、リズム、動機等、さまざまの点で有機的な結びつきを持ち、私にとっては本来分かち難いもので、いつの日にかこれら三作が一夜のコンサートにおいてまとめて上演されることを今は夢見ております」と語るように、三部作は音楽的・内容的関わり合いが強い。
ヘテロフォニーをテーマに扱うことの多い西村朗の作品として、これらの大手拓次三部作は数少ない伝統的な調性感・和声感に基づく合唱曲であり、本人も「私の作品としてはこれらは特殊なものであり、数が限られていることもあって、今も愛着を感じている」と述べている。

## 曲目
全5楽章からなる。いずれも『藍色の蟇』収録の連作詩「白い狼」および「みづのほとりの姿」から。
1. 舞ひあがる犬
2. みづのほとりの姿
3. 白い狼
4. みづいろの風よ
5. そよぐ幻影
大手拓次の絶筆であり、彼へのレクイエムとして書かれている。[1]

## 楽譜
音楽之友社より1985年（昭和60年）出版。

## レコード・CD
| CD名                                            | 発売日     | レーベル             | ASIN       | JAN           |
| ----------------------------------------------- | ---------- | -------------------- | ---------- | ------------- |
| 日本合唱曲全集「まぼろしの薔薇」西村朗作品集(1) | 2005/10/21 | 日本伝統文化振興財団 | B000B84PSE | 4519239010460 |